# Damri
Damri (nep. डाम्री) – gaun wikas samiti w zachodniej części Nepalu w strefie Rapti w dystrykcie Pyuthan. Według nepalskiego spisu powszechnego z 2001 roku liczył on 784 gospodarstw domowych i 4274 mieszkańców (2224 kobiet i 2050 mężczyzn).